# زماج ديفيليبس
زماج ديفيليبس (3 مارس 1920 – 22 يونيو 2003) هو سبّاح يوغوسلافي راحل، مثّل بلاده في الألعاب الأولمبية الصيفية 1936.

## روابط خارجية
زماج ديفيليبس على موقع الاتحاد الدولي للسباحة (الإنجليزية)
- زماج ديفيليبس على موقع أوليمبيديا (الإنجليزية)